# Huy chương Bruce
Huy chương Bruce tên đầy đủ là Huy chương vàng Catherine Wolfe Bruce (tiếng Anh: Catherine Wolfe Bruce Gold Medal) là một phần thưởng của Hội Thiên văn học Thái Bình Dương (Astronomical Society of the Pacific) trao hàng năm cho các đóng góp suốt đời nổi bật cho ngành thiên văn học.
Huy chương này được đặt theo tên Catherine Wolfe Bruce, một phụ nữ người Mỹ bảo trợ ngành thiên văn học, và được trao từ năm 1898. Đây được coi là một trong các giải cao nhất trong lãnh vực thiên văn học.

## Danh sách người đoạt Huy chương Bruce
Source: Astronomical Society of the Pacific
- 1898 – Simon Newcomb
- 1899 – Arthur Auwers
- 1900 – David Gill
- 1902 – Giovanni V. Schiaparelli
- 1904 – William Huggins
- 1906 – Hermann Carl Vogel
- 1908 – Edward C. Pickering
- 1909 – George William Hill
- 1911 – Henri Poincaré
- 1913 – Jacobus C. Kapteyn
- 1914 – Oskar Backlund
- 1915 – William Wallace Campbell
- 1916 – George Ellery Hale
- 1917 – Edward Emerson Barnard
- 1920 – Ernest W. Brown
- 1921 – Henri A. Deslandres
- 1922 – Frank W. Dyson
- 1923 – Benjamin Baillaud
- 1924 – Arthur Stanley Eddington
- 1925 – Henry Norris Russell
- 1926 – Robert G. Aitken
- 1927 – Herbert Hall Turner
- 1928 – Walter S. Adams
- 1929 – Frank Schlesinger
- 1930 – Max Wolf
- 1931 – Willem de Sitter
- 1932 – John S. Plaskett
- 1933 – Carl V.L. Charlier
- 1934 – Alfred Fowler
- 1935 – Vesto M. Slipher
- 1936 – Armin O. Leuschner
- 1937 – Ejnar Hertzsprung
- 1938 – Edwin P. Hubble
- 1939 – Harlow Shapley
- 1940 – Frederick H. Seares
- 1941 – Joel Stebbins
- 1942 – Jan H. Oort
- 1945 – E. Arthur Milne
- 1946 – Paul Merrill
- 1947 – Bernard Lyot
- 1948 – Otto Struve
- 1949 – Harold Spencer Jones
- 1950 – Alfred H. Joy
- 1951 – Marcel Minnaert
- 1952 – Subrahmanyan Chandrasekhar
- 1953 – Harold D. Babcock
- 1954 – Bertil Lindblad
- 1955 – Walter Baade
- 1956 – Albrecht Unsöld
- 1957 – Ira S. Bowen
- 1958 – William Wilson Morgan
- 1959 – Bengt Strömgren
- 1960 – Viktor A. Ambartsumian
- 1961 – Rudolph Minkowski
- 1962 – Grote Reber
- 1963 – Seth Barnes Nicholson
- 1964 – Otto Heckmann
- 1965 – Martin Schwarzschild
- 1966 – Dirk Brouwer
- 1967 – Ludwig Biermann
- 1968 – Willem J. Luyten
- 1969 – Horace W. Babcock
- 1970 – Fred Hoyle
- 1971 – Jesse Greenstein
- 1972 – Iosif S. Shklovskii
- 1973 – Lyman Spitzer Jr.
- 1974 – Martin Ryle
- 1975 – Allan R. Sandage
- 1976 – Ernst J. Öpik
- 1977 – Bart J. Bok
- 1978 – Hendrik C. van de Hulst
- 1979 – William A. Fowler
- 1980 – George Herbig
- 1981 – Riccardo Giacconi
- 1982 – E. Margaret Burbidge
- 1983 – Yakov B. Zel'dovich
- 1984 – Olin C. Wilson
- 1985 – Thomas G. Cowling
- 1986 – Fred L. Whipple
- 1987 – Edwin E. Salpeter
- 1988 – John G. Bolton
- 1989 – Adriaan Blaauw
- 1990 – Charlotte E. Moore Sitterly
- 1991 – Donald E. Osterbrock
- 1992 – Maarten Schmidt
- 1993 – Martin Rees
- 1994 – Wallace Sargent
- 1995 – P. James E. Peebles
- 1996 – Albert E. Whitford
- 1997 – Eugene Parker
- 1998 – Donald Lynden-Bell
- 1999 – Geoffrey R. Burbidge
- 2000 – Rashid A. Sunyaev
- 2001 – Hans A. Bethe
- 2002 – Bohdan Paczyński
- 2003 – Vera C. Rubin
- 2004 – Chūshirō Hayashi
- 2005 – Robert Kraft
- 2006 – Frank J. Low
- 2007 – Martin Harwit
- 2008 – Sidney van den Bergh
- 2009 – Frank H. Shu
- 2010 – Gerry Neugebauer
- 2011 – Jeremiah P. Ostriker
- 2012 – Sandra M. Faber
- 2013 – James E. Gunn
- 2014 – Kenneth Kellermann
- 2015 – Douglas N. C. Lin
- 2016 – Andrew Fabian
- 2017 – Nick Scoville
- 2018 – Tim Heckman
- 2019 – Martha P. Haynes
- 2020 – Prize suspended due to COVID-19 pandemic